# Palliduphantes arenicola
Palliduphantes arenicola là một loài nhện trong họ Linyphiidae.
Loài này thuộc chi Palliduphantes. Palliduphantes arenicola được J. Denis miêu tả năm 1964.